# Edirne (provincie)
Edirneská provincie je území v Turecku ležící v Marmarském regionu a sousedící s Řeckem a Bulharskem. Rozkládá se na ploše 6 279 km2 a v roce 2009 zde žilo 395 463 obyvatel.

## Administrativní členění
Provincie Edirne se administrativně člení na 9 distriktů:
- Edirne
- Enez
- Havsa
- İpsala
- Keşan
- Lalapaşa
- Meriç
- Süloğlu
- Uzunköprü